# Мерунцишу (Бузеу)
Мерунцишу (рум. Mărunțișu) — село у повіті Бузеу в Румунії. Адміністративно підпорядковане місту Петирладжеле.
Село розташоване на відстані 96 км на північ від Бухареста, 39 км на північний захід від Бузеу, 131 км на захід від Галаца, 71 км на південний схід від Брашова.

## Населення
За даними перепису населення 2002 року у селі проживали 1144 особи, з них 1141 особа (99,7%) румунів. Усі жителі села рідною мовою назвали румунську.